# Malaquias (profeta)
Malaquias, Malaque ou Mal'akhi (em hebraico: מַלְאָכִי; em hebraico moderno: Mal'akhi; em hebraico tiberiano: Malʼāḵî - "Mensageiro") foi um profeta judeu, ao qual as revelações dadas estão escritas  no Livro de Malaquias, encontrado no Antigo Testamento da Bíblia cristã e no Tanakh da Bíblia Hebraica.
Nenhuma alusão é feita a ele por Esdras, porém, ele não menciona diretamente a restauração do templo. Os editores da Enciclopédia Judaica de 1906 implicaram que ele profetizou depois de Ageu e Zacarias (Malaquias 1,10; 3,1; 3,10) e especularam que ele entregou suas profecias em cerca de 420 a.C., após o segundo retorno de Neemias da Pérsia (Livro de Neemias 13,6), ou possivelmente antes de seu retorno, comparando Malaquias 2,8 com Neemias 13,15 (Malaquias 2,10-16 com Neemias 13,23).
Na Septuaginta, ou Antigo Testamento Grego, os Livros Proféticos são colocados por último, tornando o Livro de Malaquias o último livro protocanônico antes dos livros Deuterocanônicos ou do Novo Testamento. De acordo com o Dicionário Bíblico de Easton de 1897, é possível que Malaquias não seja um nome próprio, mas simplesmente signifique "mensageiro de YHWH". A inscrição do Antigo Testamento grego é ἐν χειρὶ ἀγγέλου αὐτοῦ, (pela mão de seu mensageiro).

## Nome
Como o nome de Malaquias não ocorre em outros lugares da Bíblia, alguns estudiosos duvidam que "Malaquias" seja o nome pessoal do profeta. Nenhum dos outros livros proféticos da Bíblia hebraica ou do Antigo Testamento grego é anônimo. A forma mal'akhi significa "meu mensageiro"; ocorre em Malaquias 3,1 (compare com Malaquias 2,7). Mas essa forma em si dificilmente seria apropriada como um nome próprio, sem alguma sílaba adicional como Yah, de onde mal'akhiah, ou seja, "mensageiro de Elohim". Ageu, de fato, é expressamente designado "mensageiro de Elohim" (Ageu 1,13). Além disso, as sobrescrições prefixadas no livro, tanto na Septuaginta quanto na Vulgata, garantem a suposição de que o nome completo de Malaquias terminava com a sílaba -yah. Ao mesmo tempo, o Antigo Testamento grego traduz a última cláusula de Malaquias 1,1, "pela mão de seu mensageiro", e Targum lê: "pela mão de meu anjo, cujo nome é chamado Esdras, o escriba".

## Biografia

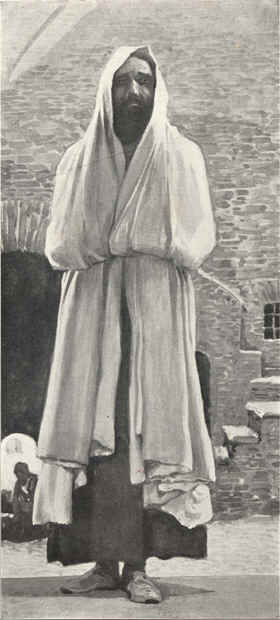
Malaquias (aquarela entre 1896 e 1902 por James Tissot)

Os judeus da sua época atribuíram o Livro de Malaquias, o último livro de profecia, a Esdras, mas se o nome de Esdras fosse originalmente associado ao livro, dificilmente teria sido abandonado pelos colecionadores do cânone profético que viveram apenas um ou dois séculos depois do tempo de Esdras. Certas tradições atribuem o livro a Zorobabel e Neemias; outros, ainda, a Malaquias, a quem designam como levita e membro da "Grande Sinagoga".Alguns estudiosos modernos, no entanto, com base na semelhança do título (compare Malaquias 1,1; Zacarias 9,1 e 12,1), declaram que é anônimo. O professor GG Cameron sugere que o término da palavra "Malaquias" é adjetivo e equivalente ao latim angelicus, significando "alguém encarregado de uma mensagem ou missão" (um missionário). O termo seria, portanto, um título oficial, e o pensamento não seria inadequado para alguém cuja mensagem encerrasse o cânone profético do Antigo Testamento.

## Período
As opiniões variam quanto à data exata do profeta, mas quase todos os estudiosos concordam que Malaquias profetizou durante o período persa e após a reconstrução e dedicação do segundo templo em 516 a.C (compare Malaquias 1,10; 3,1 e 3,10). O profeta fala do "governador do povo" (hebraico "Pecá", Malaquias 1,8), assim como Ageu e Neemias (Ageu 1,1; Neemias 5,14 e 12,26). As condições sociais retratadas parecem ser as do período da Restauração. Mais especificamente, Malaquias provavelmente viveu e trabalhou durante os tempos de Esdras e Neemias. Os abusos que Malaquias menciona em seus escritos correspondem tão exatamente aos que Neemias encontrou em sua segunda visita a Jerusalém em 432 a.C(Neemias 13,7) que parece razoavelmente certo que ele profetizou simultaneamente com Neemias ou pouco depois.
De acordo com o rabino W. Gunther Plaut, "Malaquias descreve um sacerdócio que esquece seus deveres, um templo que é subfinanciado porque as pessoas perderam o interesse por ele e uma sociedade na qual homens judeus se divorciam de suas esposas judias para se casar com o fé." 